# NlaIII

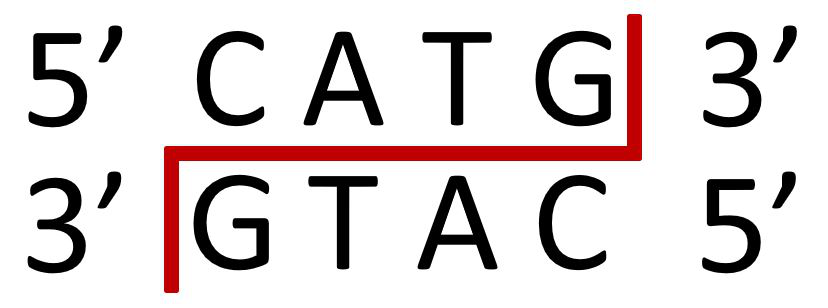

NlaIII هو أحد إنزيمات النوكلياز الداخلية الذي يقطع جزيئيات الحمض النووي الريبوزي منقوص الأكسجين (DNA) ثنائي الأشرطة إلى أجزاء، تاركًا 3 أجزاء بارزة من أربع نيوكليوتيدات تتدلى عند طرفي كل جزء.